# Ásgeir Ásgeirsson
Ásgeir Ásgeirsson (13. května 1894 Kóranesi á Mýrum, Island – 15. září 1972 Reykjavík) byl islandský politik, druhý prezident Islandu. Prezidentský úřad zastával v letech 1952–1968. V letech 1932–1934 byl též premiérem.
Vystudoval teologii na Islandské univerzitě. Absolvoval roku 1915. Do Althingu, islandského parlamentu, byl prvně zvolen roku 1923, a to za středopravicovou agrární Pokrokovou stranu (Framsóknarflokkurinn). Tuto stranu vedl v letech 1932–1933 jako předseda. V roce 1931 se stal ministrem financí, o rok později pak premiérem a tento post zastával dva roky. V roce 1934 stranu opustil a po čase vstoupil do Sociálnědemokratické strany (Alþýðuflokkurinn). V roce 1938 se stal prezidentem soukromé banky Útvegsbanki Íslands a byl jím až do zvolení prezidentem v roce 1952. Ve funkci prezidenta se stala průlomovou jeho návštěva Dánska (Island se od Dánského království kdysi odtrhl). Parlamentem byl zvolen prezidentem i v letech 1956, 1960 a 1964.
Bratr jeho manželky Tryggvi Þórhallsson byl premiérem Islandu v letech 1927–1932, jeho zeť Gunnar Thoroddsen byl premiérem v letech 1980–1983.
Byl také významným zednářem.